# Boornsterhem
Boarnsterhim (phát âmⓘ) là một đô thị ở phía bắc Hà Lan. Tên gọi trong tiếng Hà Lan là Boornsterhem.

## Các trung tâm dân cư
Akkrum, Aldeboarn (Oldeboorn), Dearsum (Deersum), Eagum (Aegum), Friens, Grou (Grouw), Idaerd (Idaard), Jirnsum (Irnsum), Nes, Poppenwier (Poppingawier), Raerd (Rauwerd), Reduzum (Roordahuizum), Sibrandabuorren (Sijbrandaburen), Terherne(Terhorne), Tersoal (Terzool), Warstiens, Warten (Wartena), Wergea (Warga).